# 양간

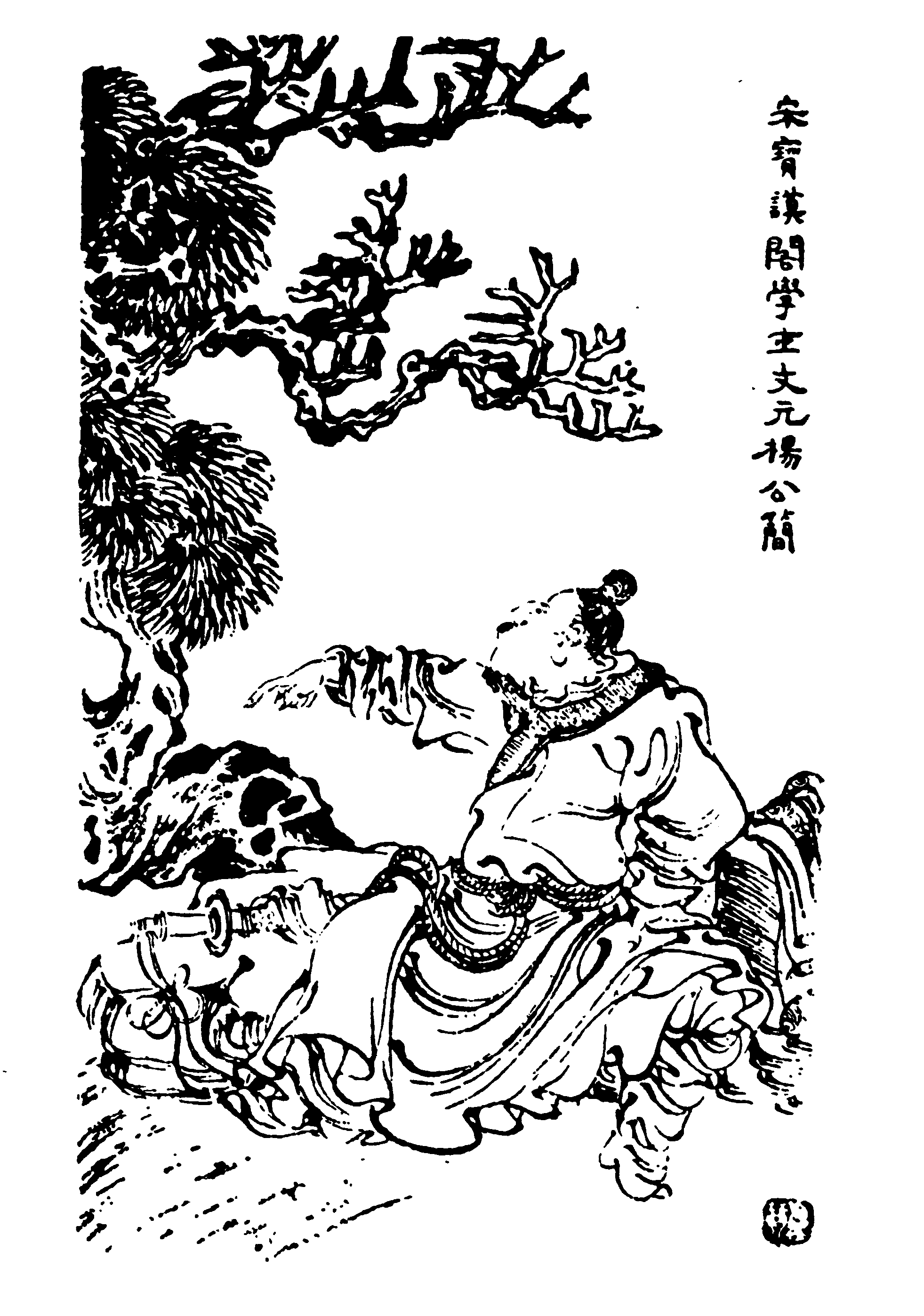

양간(楊簡, 1141년~1226년)은 중국 남송의 유학자이다. 자는 경중(敬仲)이며, 명주(明州) 자계(慈溪, 지금의 닝보시) 출신이다. 사람들이 자호선생(慈湖先生)이라 불렀다. 중국의 심학 발전에 큰 공헌을 했다. 양간은 육구연의 가장 뛰어난 제자이며, 상산학의 핵심을 충실히 계승하고 발전시켰다.

## 생애
남송 효종 건도(乾道) 5년(1169년) 진사에 급제했으며, 부양주부(富陽主簿)를 제수받았다. 육구연을 스승으로 모셨다. 육구연은 구체적이고 실천적인 태도를 강조했는데, “육경의 주석은 나 자신에게 있다.”(六經註我)와 같은 생각을 기반으로 학문의 방법론을 삼으라고 했다. 또, “의도하지 마라”(毋意), “생각하지 마라”(無念), “생각도 없고, 헤아림도 없는 것이 바로 도심이다.”(無思無慮是謂道心)라고 주장했다. 주희와 육상산의 논쟁 이후에 주자는 양간을 가혹하게 평가했으며, ‘이단’이라고 보았다. 간사한 재상 사미원이 당시 양간의 제자였는데, 도리어 주희의 《사서집주》를 선양하는 데 전력을 다했다.
영종 초에 온주(溫州, 지금의 원저우 시) 지현으로 벼슬길에 나왔으며, 청렴한 관료였다. “덕으로 백성들을 감화시키는 데 힘썼다.” 지역 백성들에게 사랑받았으며, 벼슬은 보모각(寶謨閣) 학사에 이르렀으며, 죽어서 시호는 문원(文元)을 받았다.

## 사상
건도 5년(1169년) 부양(富陽)에서 처음으로 육구연의 강의 모임에 참석하고, ‘본심’(本心) 두 글자에 관하여 문답했다. 이때 마음의 청명함을 깨치고 마음의 무소불통(無所不通, 통하지 않는 곳이 없음)함을 깨달았다고 한다. 이후 종신토록 육구연의 학문을 배우고 연마했다.
후외려(侯外廬, 1903~1987)에 따르면, 양간은 육상산의 사상을 다음 세 가지 측면에서 크게 비판적으로 발전시켰다. 첫째, 상산이 심(心)을 중요시하면서도 리(理)의 존재를 긍정하였던 반면에 양간은 이를 거부하고 철저히 마음만을 중심으로 사상 체계를 만들었다. 둘째, 육상산은 악의 근원을 주체의 바깥인 기(氣)에서 찾았으나, 양간은 악을 ‘의념’(意念)이라는 주관적인 요소로 귀결시켰다. 셋째, 육상산이 격물치지(格物致知)와 같은 공부를 인정한 반면, 양간은 마음의 완전성을 보존하고 드러내면 된다는 ‘불기의’(不起意) 공부를 천명하여 심학의 완전한 수양론을 만들었다. ‘불기의’는 뒤에 명나라의 양명학자 왕기(王畿)에게 영향을 주었다.

## 저서
- 《자호시전》(慈湖詩傳)
- 《양씨역전》(楊氏易傳)
- 《선성대훈》(先聖大訓)
- 《오고해》(五誥解)
- 《자호유서》(慈湖遺書)